# Hollwege
Hollwege ist ein Ortsteil von Westerstede, der Kreisstadt des niedersächsischen Landkreises Ammerland. Er befindet sich im Nordwesten der Stadtgemeinde und hatte 2011 etwa 530 Einwohner. Westlich von Hollwegerfeld befindet sich das Hollweger Moor, das seit 1991 unter Naturschutz steht.

## Geschichte
Erstmals zweifelsfrei urkundlich erwähnt wird Hollwege 1107 in einer Urkunde des Klosters Corvey als Holewide in Ammeren. In den 1970er Jahren wurde fälschlicherweise eine Urkunde von 872 mit Holanwide auf die Ortschaft bezogen. Hierbei handelt es sich aber um einen untergegangenen Ort bei Goldenstedt im Landkreis Vechta. Gleichwohl deuten die Beziehungen zum Klosters Corvey auf eine ältere Dorfgründung, da dieses Kloster ab 855 den Zehntes des ganzen Ammerlandes innehatte, was u. a. noch 983 bestätigt wurde.
Hollwege ist wie viele andere Dörfer der Region auch als Eschdorf entstanden. Da es von fast allen Seiten von Wald und Niederungen umgeben ist, die oft unter Wasser standen, war es verkehrstechnisch nahezu von seinen Nachbarn abgeschnitten. Es gab lediglich zwei relativ trockene Wege: den so genannten Mühlenweg, über den die Bauern ihr Getreide über Felde zur Bannmühle nach Burgforde brachten, und den als Totenweg bezeichneten Pfad, der über Halstrup nach Westerstede führte. Die relative Isolierung Hollweges hatte allerdings auch den Effekt, dass das Dorf von den Überfällen der Ostfriesen auf Westerstede und die umliegenden Dörfer im Mittelalter verschont blieb. Von der besonderen Lage leitet sich vermutlich auch der Name ab: Holl für niedrig und wege bzw. wede für Wald.
Von den insgesamt elf Hausmannstellen in Hollwege werden neun bereits 1428 im Oldenburger Lagerbuch des oldenburgischen Drosten Jacob von der Specken aufgeführt, zwei weitere werde erstmals 1530 bzw. 1581 erwähnt. Viele der insgesamt 26 bis zum Jahr 1700 erwähnten Köterstellen werden bereits 1581 erstmals genannt. Die Wiesen und Wälder in den heutigen Dörfern Hollwegerfeld, Moorburg und Felde gehörten früher ebenfalls den Hollweger Bauern. Aus den dortigen Höfen der Hollweger entstanden mit der Zeit eigene Dörfer.
Die erste Schule in Hollwege wurde 1714 gegründet. 1910 erfolgte ein Neubau der Schule im heutigen Aussehen. 1970 wurde die Schule aufgelöst. Das Gebäude wird heute als Kindergarten und Dorfgemeinschaftsraum genutzt.

## Unser Dorf soll schöner werden
Ab 1982 nahm Hollwege mehrfach am Wettbewerb Unser Dorf soll schöner werden (seit 1997 Unser Dorf hat Zukunft) teil. Im ersten Jahr wurde der dritte Platz erreicht, 1994 dann nach mehreren zweiten Plätzen der erste Platz.

## Vereine und Gruppen
- Der Ortsbürgerverein Hollwege e. V. wurde 2008 gegründet und kümmert sich um die Belange des Ortes. Er bildet das Bindeglied aller dörflichen Gruppen und Vereine.[5][6]
- Die Freiwillige Feuerwehr Hollwege wurde 1925 gegründet. Zur Gründungsversammlung im Gasthaus Heinemann trafen sich circa 40 Einwohner aus der Bauerngemeinschaft. Das Spritzenhaus wurde neben der Genossenschaft im Dorf gebaut. Die damalige Handdruckspritze kam von der Oldenburger Eisenbahnverwaltung. Heute zählt die Feuerwehr Hollwege mit 44 aktiven Mitgliedern (11 Frauen und 33 Männer) zu einer der neun Feuerwehren der Stadt Westerstede. 2021 bekam sie ein neues Feuerwehrhaus mit zwei Stellplätzen Am Wehlen 3[7] in Hollwege. Insgesamt ist dies das dritte Feuerwehrhaus der Feuerwehr.
- Seit 2018 gibt es neben der Freiwilligen Feuerwehr Hollwege auch den Förderverein der Freiwilligen Feuerwehr Hollwege e. V. Dieser Verein kümmert sich um das Austragen von Veranstaltungen und kommt für Belange der Feuerwehr Hollwege auf.
- Der Klootschießer- und Boßelerverein Hollwege e. V. wurde 1908 gegründet und besteht bis heute. Die erste Herrenmannschaft boßelt in der Bezirksliga. Neben den Herrenmannschaften gibt es auch Gruppen für Frauen, Jugendliche und Kinder.
- Am 4. Mai 1971 wurde der Kindergarten Hollwege e. V. von 11 Hollwegern gegründet. Es war der erste Kindergarten, der sich selbst verwaltete. Da seit 1970 das alte Schulgebäude im Dorf leer stand, eignete sich dieses Gebäude besonders für einen Kindergarten. In den Jahren 1994/95 wurde der Kindergarten erweitert und grundlegend modernisiert. 2004 erfolgte ein weiterer Anbau, indem ein neuer Gruppenraum und weitere sanitäre Anlagen untergebracht wurden. 2016 wurde der Gruppenraum mit einem Anbau erweitert und ein neuer Krippenraum geschaffen. Seitdem wird mit der Krippengruppe eine frühkindliche Betreuung angeboten.[8] So wurde aus dem Kindergarten eine Kindertagesstätte.
- Klönschnackgruppe Hollwege[9]
- Frauentreff Hollwege
- Landvolkverein Hollwege
- Arbeitskreis Dorfgeschichte
- Motorrad Club „Bikerfreunde Hollwege“
- Der Mofa Club „Heißer Kolben Hollwege“ wurde im Jahr 2021 gegründet.

## Veranstaltungen und Aktionen
Jährlich werden verschiedene Veranstaltungen von den Vereinen und Gruppen im Dorf organisiert. Darunter verschiedene Dorfreinigungsaktionen, Vater-Kind-Zelten, Dorfrock Open-Air-Konzert, Laternenumzug und Sommerfest des Kindergartens, einen Weihnachtsmarkt der Feuerwehr und vieles Mehr. 2023 veranstaltete die Feuerwehr Hollwege eine Spendenaktion für die DKMS.

## Verkehr
Hollwege ist über die Abfahrt Westerstede-West an die Autobahn 28 angebunden, die nördlich des Ortes verläuft. Die Anbindung an den ÖPNV erfolgt durch die Linien 1, 2 und 4 des Bürgerbus-Vereins Westerstede sowie die von der Weser-Ems-Bus betriebenen Linien 351 (Westerstede–Ihausen–Westerstede), 353 (Westerstede–Halsbek) und 625 (Westerstede–Remels–Leer). Des Weiteren wird das Dorf am Wochenende von der „Nachteule“ N 32 angefahren. Ein Nachtbus der zwischen Oldenburg, Westerstede und Tange fährt.

## Sehenswertes
- Hollweger Mühle[13] und ehemalige Genossenschaft
- Hollweger Moor und Landschaft[14]
- Hollweger Traumgarten – Schaugartenanlage[15]
- Gewerbegebiet Hollwege – Westerstede-West[16]
- Hollweger Dorfplatz und Kindergarten[17]
- Ehemaliges Spritzenhaus der Feuerwehr Hollwege

## Luftaufnahmen

Luftaufnahmen von Hollwege, aus dem Jahr 2010
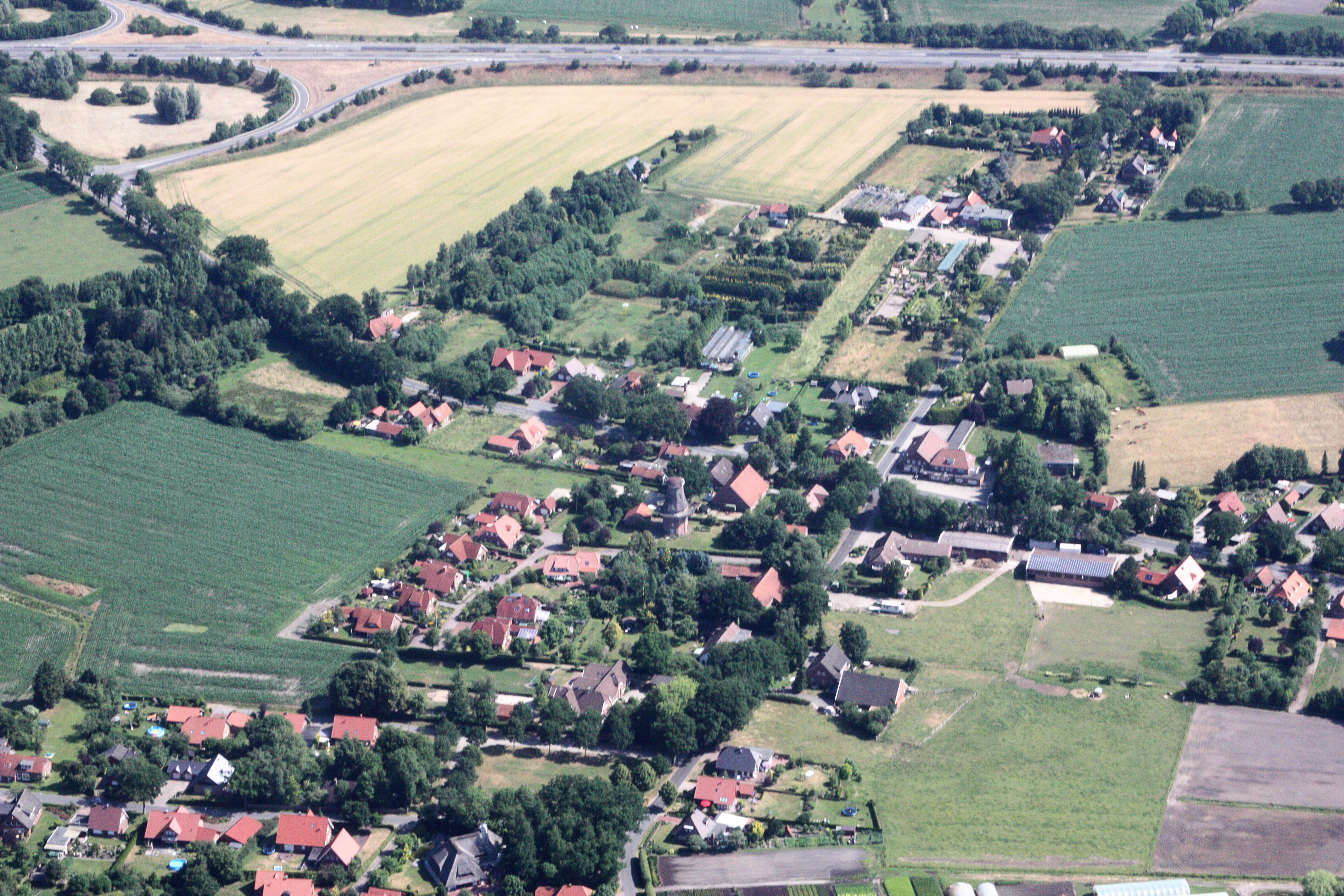
Am Grashoff, Am Wehlen und Liebfrauenstraße
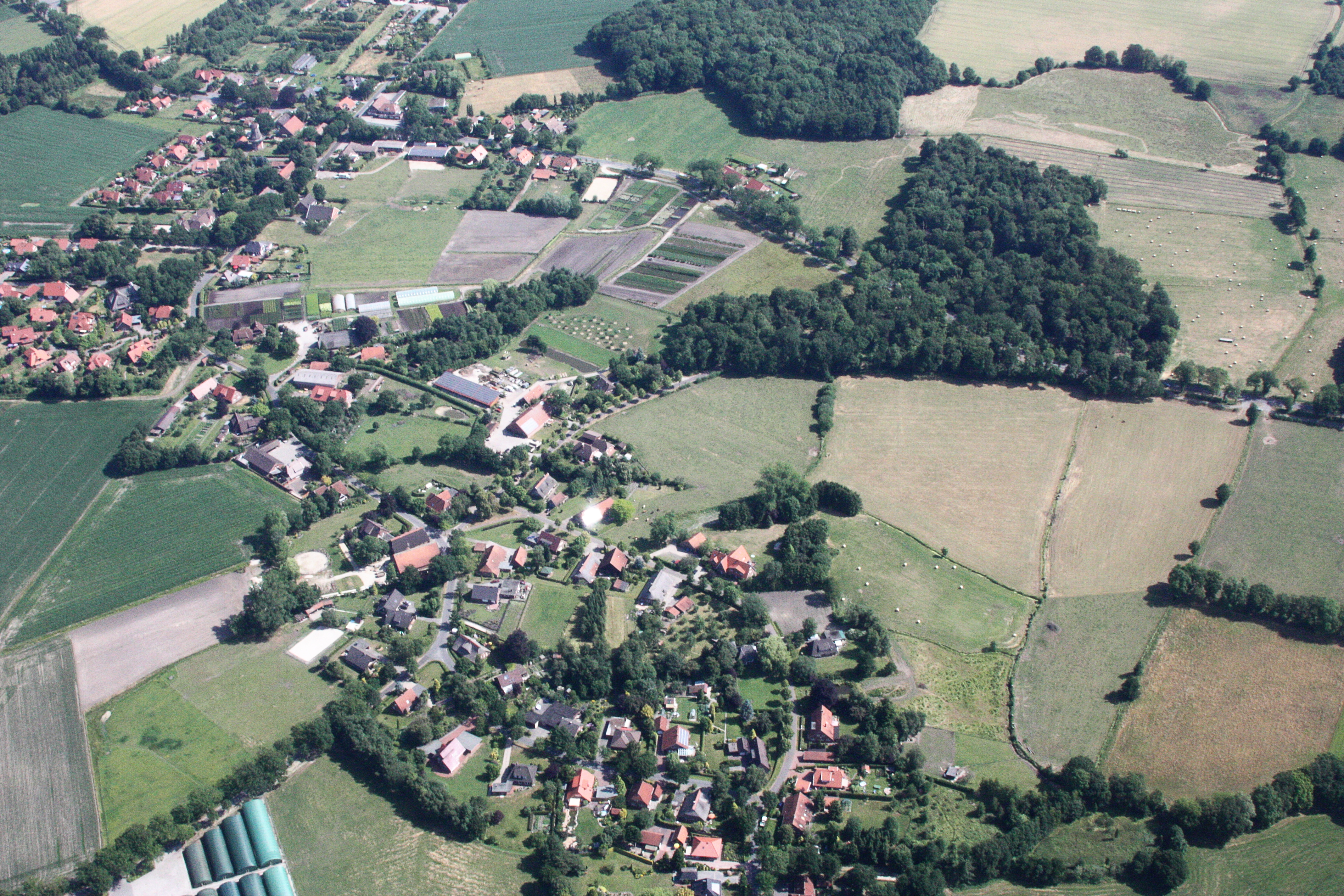
Ebkehofstraße, Am Liebfrauenbusch und Am Grashoff
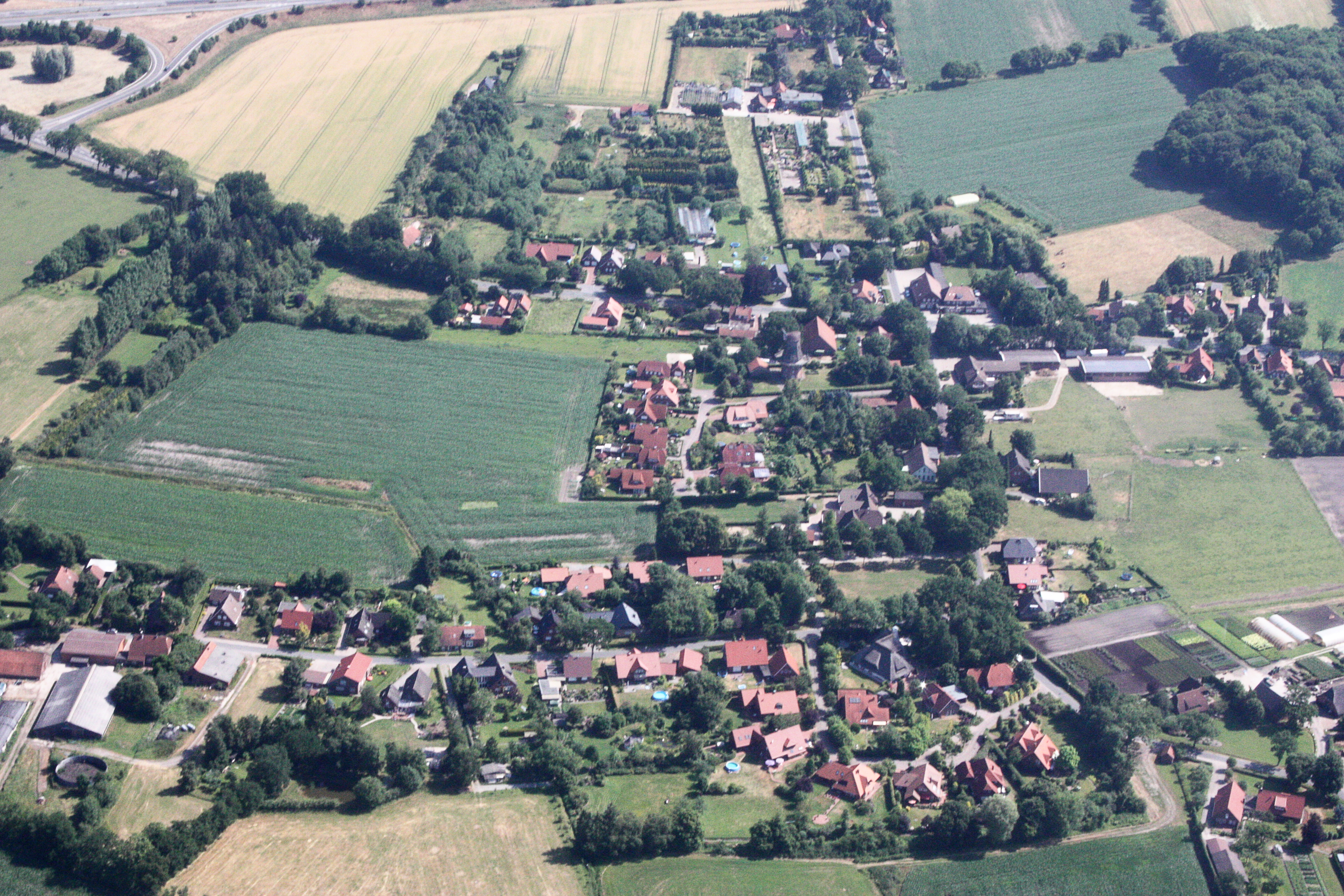
Am Grashoff, Am Wehlen, Liebfrauenstraße, Dorfplatz, Auffahrt A28
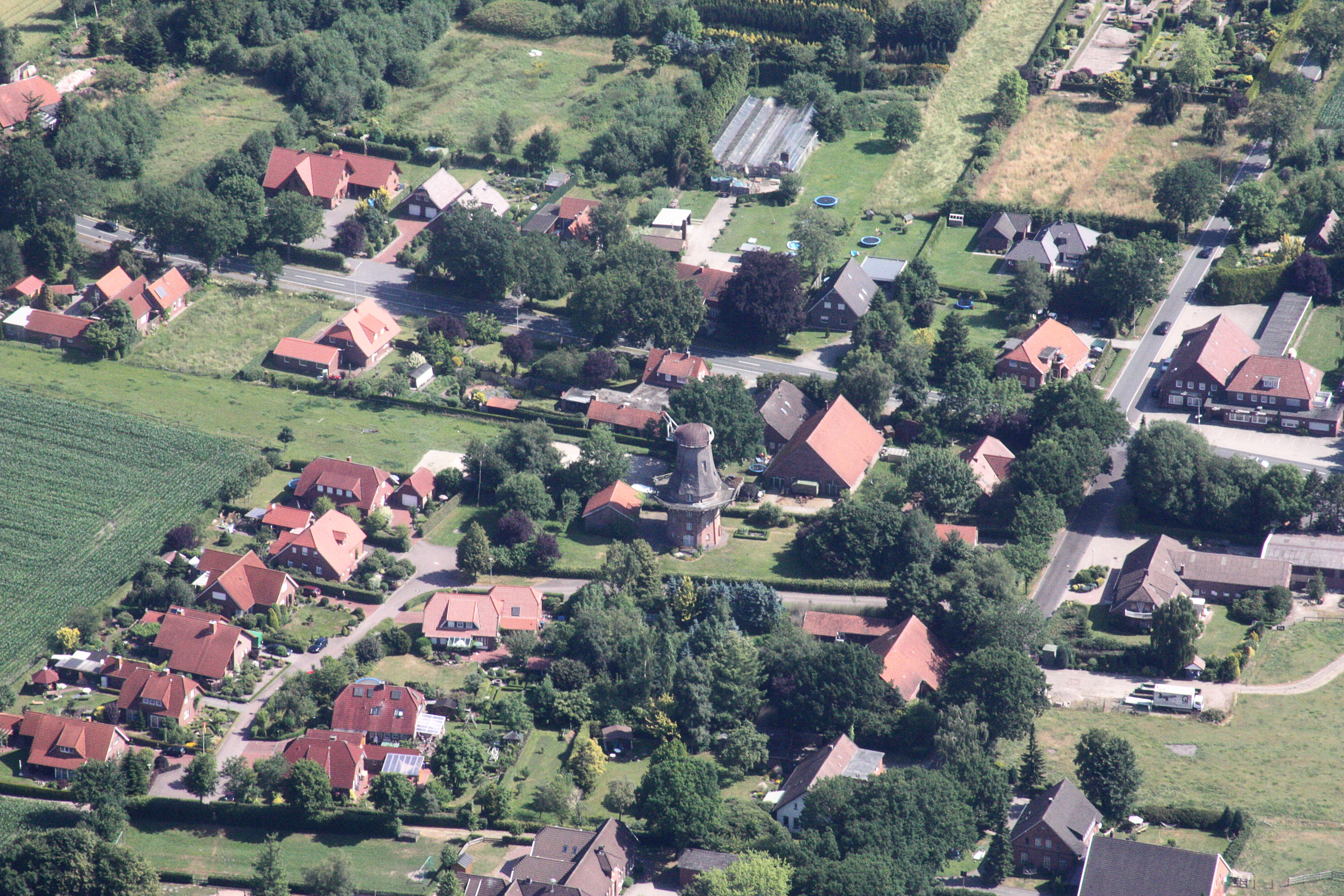
Hollweger Mühle